# بوربور (بجنورد)
بوربور روستایی از توابع بخش مرکزی شهرستان بجنورد در استان خراسان شمالی ایران است.

## جمعیت
این روستا در دهستان بدرانلو قرار دارد و بر اساس سرشماری مرکز آمار ایران در سال ۱۳۸۵، جمعیت آن ۹۸۶ نفر (۲۲۱ خانوار) بوده‌است.

## زبان
این روستا کرد نشین است و زبان آن کردی است.